# Rothesay Classic Birmingham 2022
Rothesay Classic Birmingham 2022 byl tenisový turnaj hraný jako součást ženského okruhu WTA Tour na otevřených travnatých dvorcích v Edgbaston Priory Clubu. Probíhal mezi 13. až 19. červnem 2022 v anglickém Birminghamu jako čtyřicátý ročník turnaje. Generálním partnerem se poprvé stal největší britský specialista na penzijní připojištění Rothesay.
Turnaj dotovaný 251 750 dolary patřil do kategorie WTA 250. Nejvýše nasazenou ve dvouhře se stala šestnáctá hráčka světa Jeļena Ostapenková z Lotyšska, kterou ve druhém kole vyřadila Ukrajinka Dajana Jastremská. Jako poslední přímá účastnice do dvouhry nastoupila 56. tenistka žebříčku, Polka Magda Linetteová. V důsledku invaze Ruska na Ukrajinu na konci února 2022 řídící organizace tenisu ATP, WTA a ITF s grandslamy rozhodly, že ruští a běloruští tenisté mohli dále na okruzích startovat, ale do odvolání nikoli pod vlajkami Ruska a Běloruska.
Singlový titul vybojovala Brazilka Beatriz Haddad Maiová, která po triumfu na Nottingham Open vyhrála druhý turnaj v řadě i na okruhu WTA Tour. Bodový zisk ji na žebříčku poprvé posunul do světové třicítky, na 29. místo. Brazilce ve finále skrečovala Čang Šuaj pro poranění zad. Číňanka tak nenastoupila ani do finále čtyřhry, v níž vítězství připadlo ukrajinsko-lotyšskému páru Ljudmyla Kičenoková a Jeļena Ostapenková.

## Rozdělení bodů a finančních odměn

### Rozdělení bodů
| Soutěž  | Soutěž      | vítězové | finalisté | semifinalisté | čtvrtfinalisté | 16 v kole | 32 v kole | Q | Q2 | Q1 |
| ------- | ----------- | -------- | --------- | ------------- | -------------- | --------- | --------- | - | -- | -- |
| dvouhra | [ 2 ] [ 6 ] | 280      | 180       | 110           | 60             | 30        | 1         | — | 12 | 1  |
| čtyřhra | [ 7 ]       | 280      | 180       | 110           | 60             | 1         | —         | — | —  | —  |

### Finanční odměny
| Soutěž                                | Soutěž      | vítězové | finalisté | semifinalisté | čtvrtfinalisté | 16 v kole | 32 v kole | Q2      | Q1      |
| ------------------------------------- | ----------- | -------- | --------- | ------------- | -------------- | --------- | --------- | ------- | ------- |
| dvouhra                               | [ 2 ] [ 6 ] | 33 200 $ | 19 750 $  | 11 000 $      | 6 200 $        | 3 800 $   | 2 725 €   | 2 000 $ | 1 300 $ |
| čtyřhra                               | [ 7 ]       | 12 000 $ | 6 700 $   | 3 950 $       | 2 350 $        | 1 800 $   | —         | —       | —       |
| částka ve čtyřhrách je uvedena na pár |             |          |           |               |                |           |           |         |         |

## Ženská dvouhra

### Nasazení

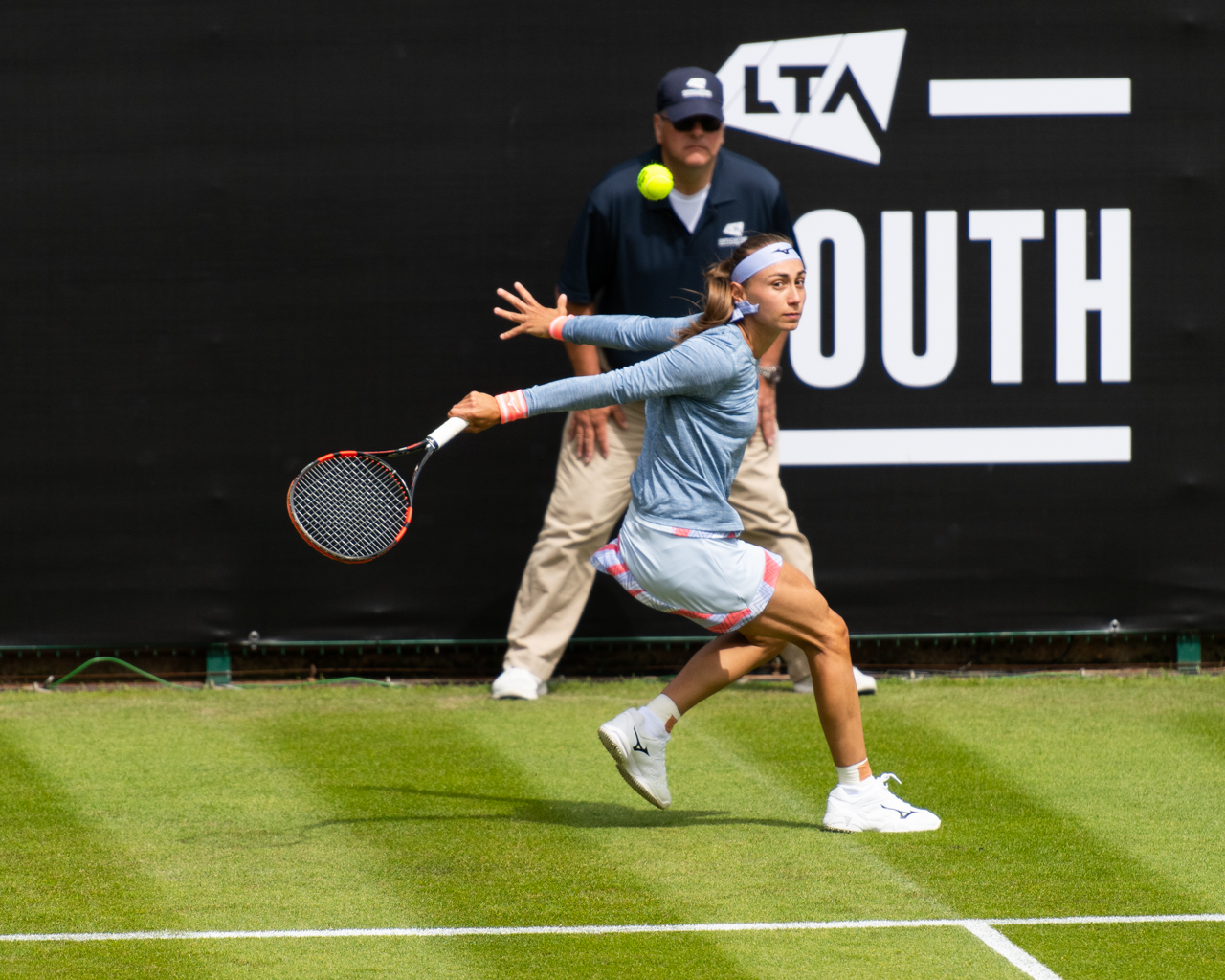
Aleksandra Krunićová

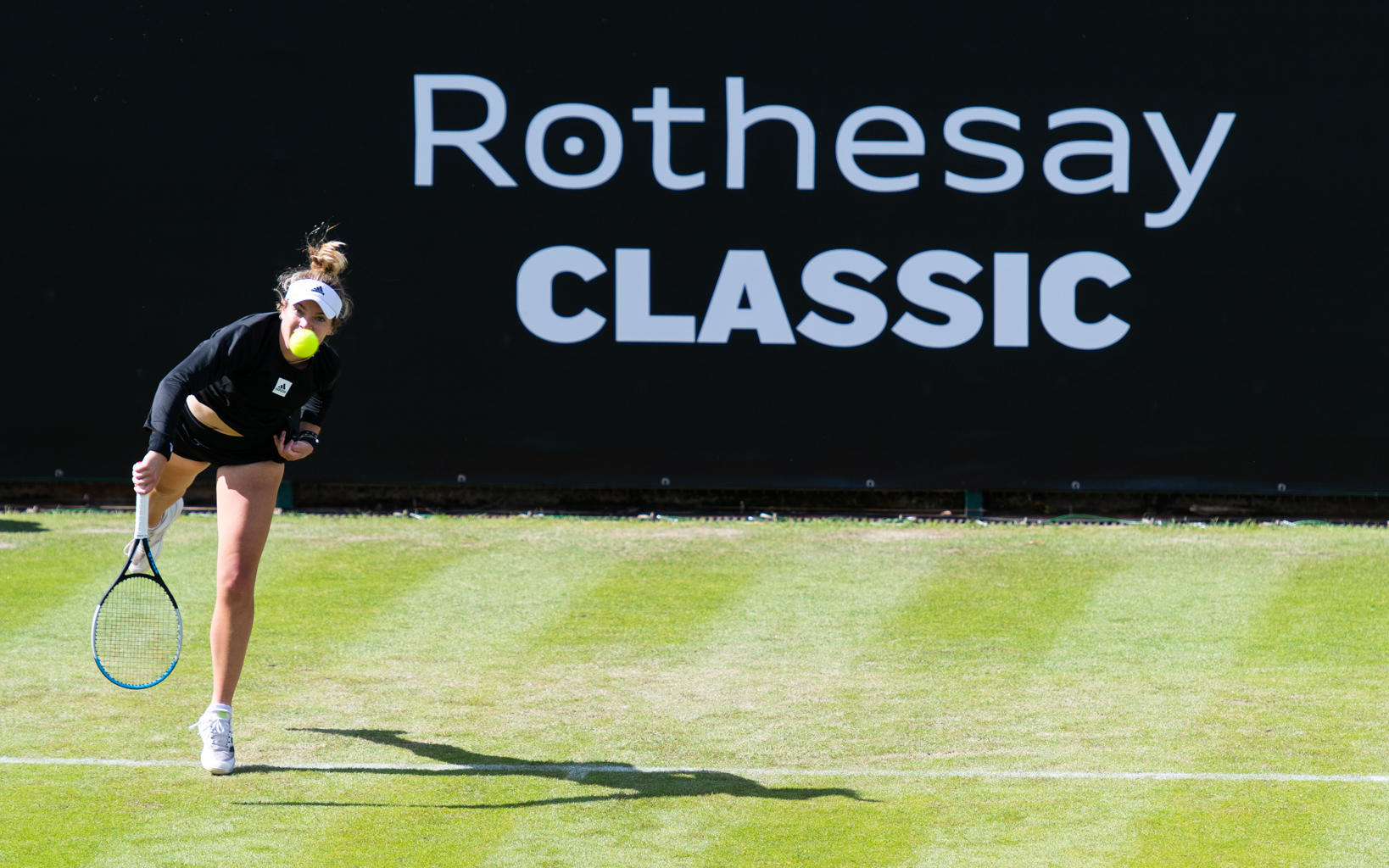
Caty McNallyová

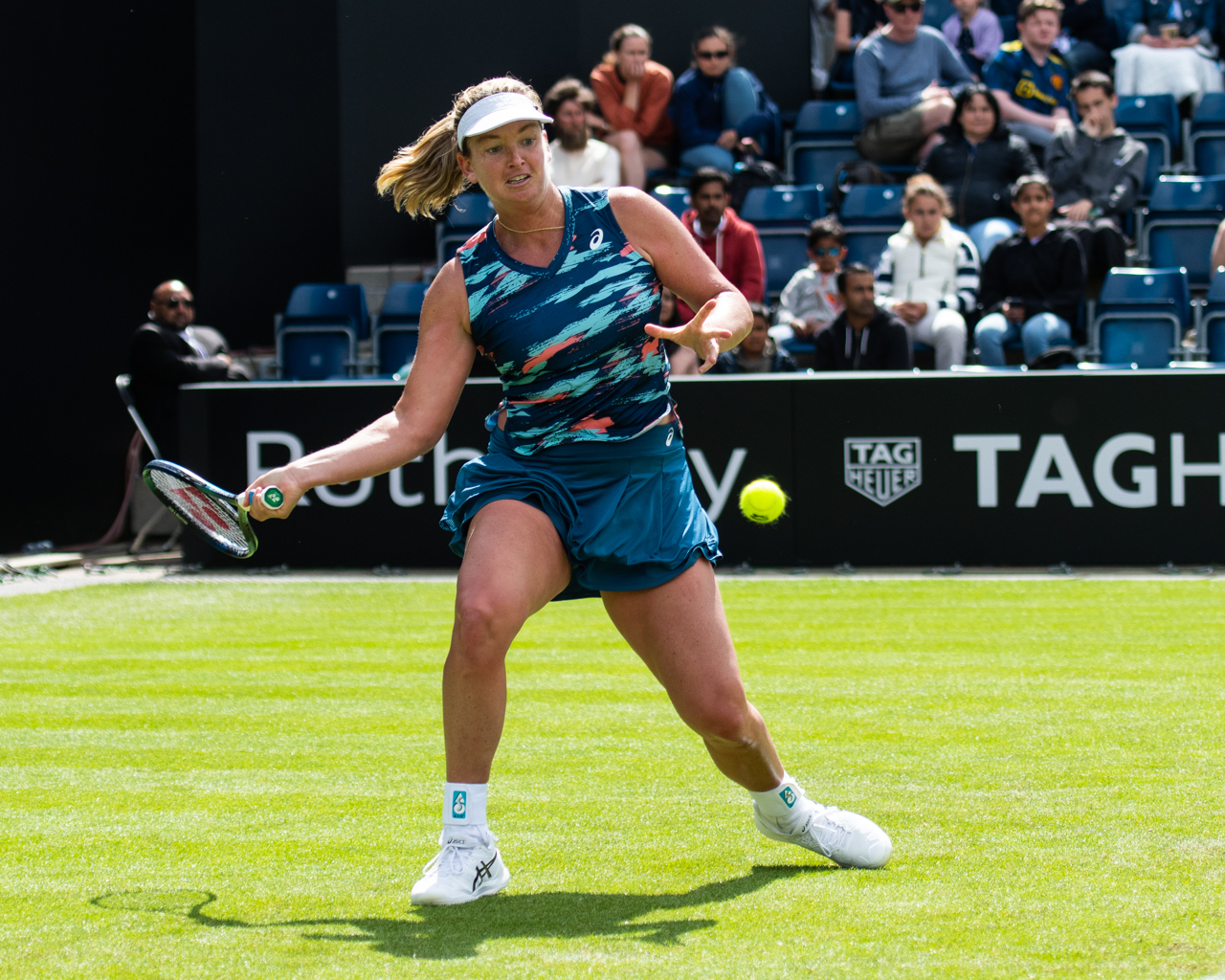
Coco Vandewegheová

| Stát                          | Hráčka             | WTA | Nasazení |
| ----------------------------- | ------------------ | --- | -------- |
| Lotyšsko                      | Jeļena Ostapenková | 16. | 1.       |
| Rumunsko                      | Simona Halepová    | 20. | 2.       |
| Itálie                        | Camila Giorgiová   | 26. | 3.       |
| Belgie                        | Elise Mertensová   | 29. | 4.       |
| Česko                         | Petra Kvitová      | 31. | 5.       |
| Rumunsko                      | Sorana Cîrsteaová  | 34. | 6.       |
| USA                           | Alison Riskeová    | 40. | 7.       |
| Čína                          | Čang Šuaj          | 41. | 8.       |
| Žebříček WTA k 6. červnu 2022 |                    |     |          |

### Jiné formy účasti
Následující hráčky obdržely divokou kartu do hlavní soutěže:
- Katie Boulterová
- Harriet Dartová
- Petra Kvitová

Následující hráčky postoupily z kvalifikace:
- Jana Fettová
- Rebecca Marinová
- Caty McNallyová
- Lesja Curenková
- Coco Vandewegheová
- Donna Vekićová

Následující hráčka postoupila z kvalifikace jako šťastná poražená:
- Aleksandra Krunićová

### Odhlášení
před zahájením turnaje
- Julia Putincevová → nahradila ji  Kaja Juvanová
- Emma Raducanuová → nahradila ji  Dajana Jastremská
- Majar Šarífová → nahradila ji  Viktorija Golubicová
- Sara Sorribesová Tormová → nahradila ji  Petra Martićová
- Sloane Stephensová → nahradila ji  Caroline Garciaová
- Clara Tausonová → nahradila ji  Magdalena Fręchová
- Ajla Tomljanovićová → nahradila ji  Aleksandra Krunićová

## Ženská čtyřhra

### Nasazení
| Stát                                                                                   | Hráčka              | Stát             | Hráčka             | WTA | Nasazení |
| -------------------------------------------------------------------------------------- | ------------------- | ---------------- | ------------------ | --- | -------- |
| Belgie                                                                                 | Elise Mertensová    | Čína             | Čang Šuaj          | 5.  | 1.       |
| Ukrajina                                                                               | Ljudmyla Kičenoková | Lotyšsko         | Jeļena Ostapenková | 41. | 2.       |
| Česko                                                                                  | Lucie Hradecká      | Indie            | Sania Mirzaová     | 41. | 3.       |
| Japonsko                                                                               | Šúko Aojamová       | Čínská Tchaj-pej | Čan Chao-čching    | 63. | 4.       |
| Žebříček WTA k 6. červnu 2022; číslo je součtem žebříčkového postavení obou členů páru |                     |                  |                    |     |          |

### Jiné formy účasti
Následující pár nastoupil z pozice náhradníka:
- Harriet Dartová /  Sarah Beth Greyová

### Odhlášení
před zahájením turnaje
- Anna Danilinová /  Beatriz Haddad Maiová → nahradily je  Alicia Barnettová /  Olivia Nichollsová
- Katarzyna Piterová /  Kimberley Zimmermannová → nahradily je  Katarzyna Kawaová /  Katarzyna Piterová

## Přehled finále

### Ženská dvouhra
- Beatriz Haddad Maiová vs.  Čang Šuaj, 5–4skreč

### Ženská čtyřhra
- Ljudmyla Kičenoková /  Jeļena Ostapenková vs.  Elise Mertensová /  Čang Šuaj, bez boje